# لاچیسلد
لاچیسلد (به صربی: Laćisled) یک منطقهٔ مسکونی در صربستان است که در الکساندراواک واقع شده‌است. لاچیسلد ۸۲۱ نفر جمعیت دارد.